# Pristomyrmex trogor
Pristomyrmex trogor är en myrart som beskrevs av Bolton 1981. Pristomyrmex trogor ingår i släktet Pristomyrmex och familjen myror. Inga underarter finns listade i Catalogue of Life.

## Bildgalleri

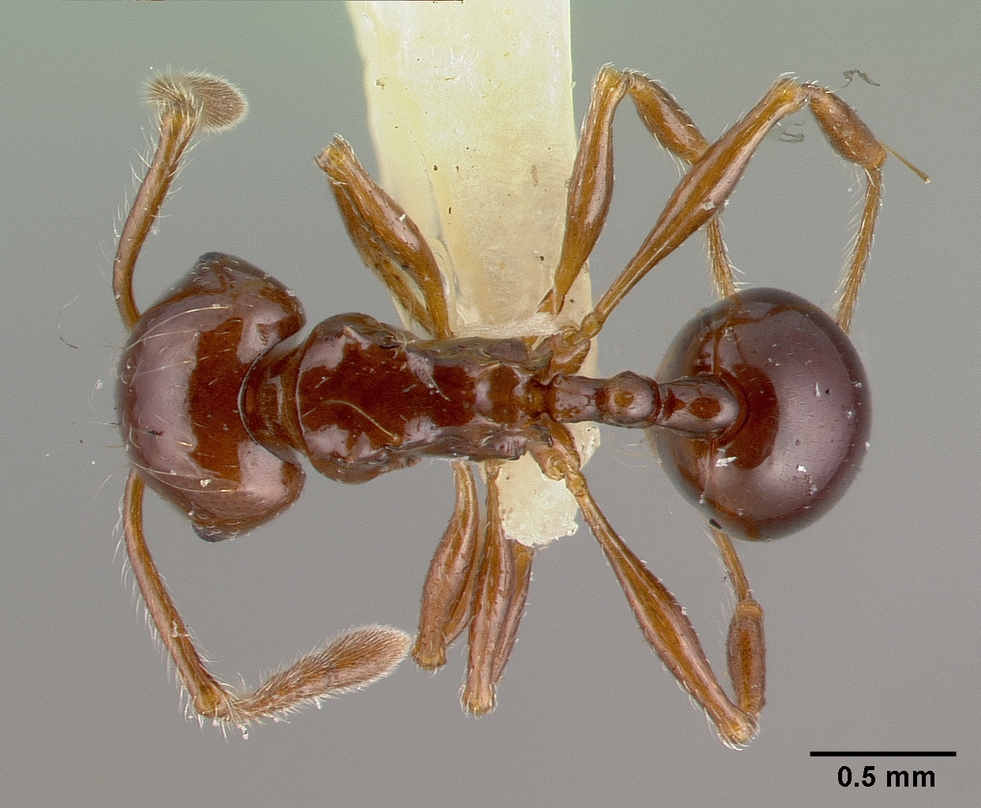
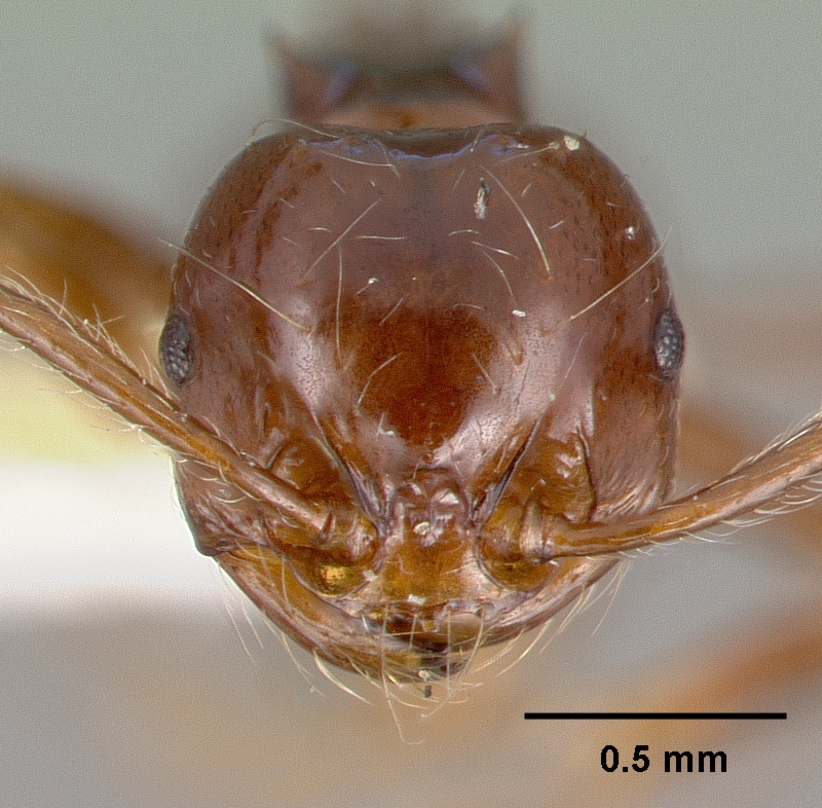
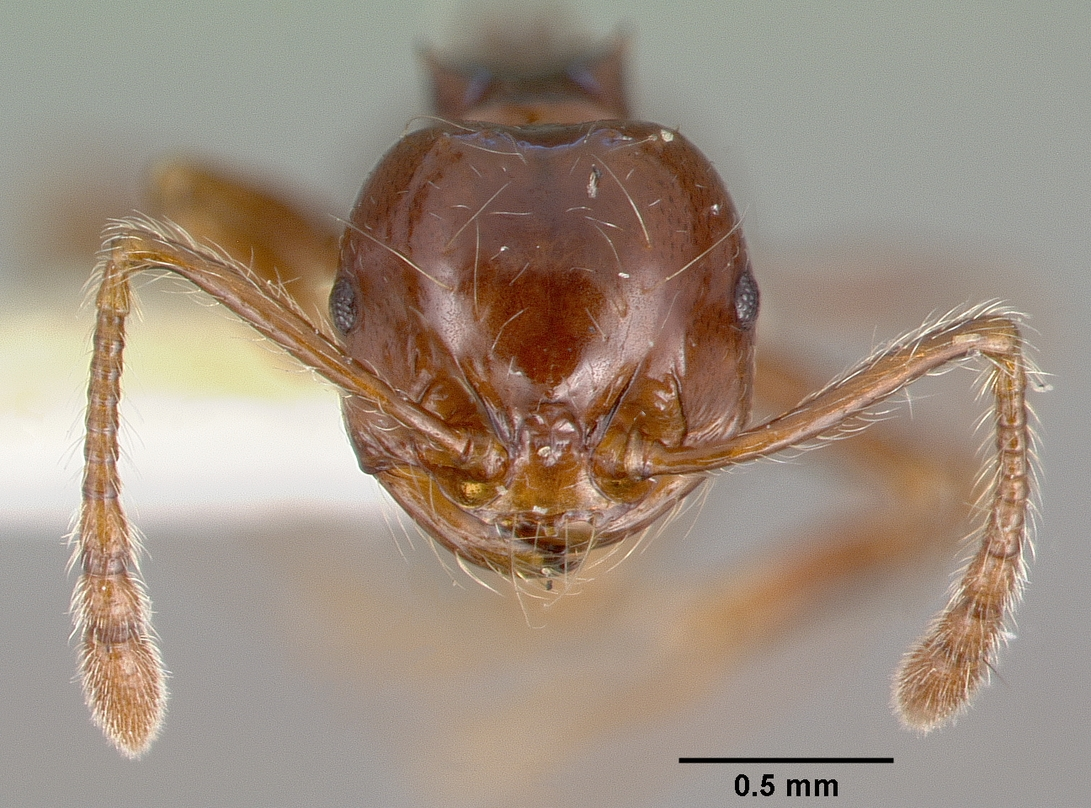
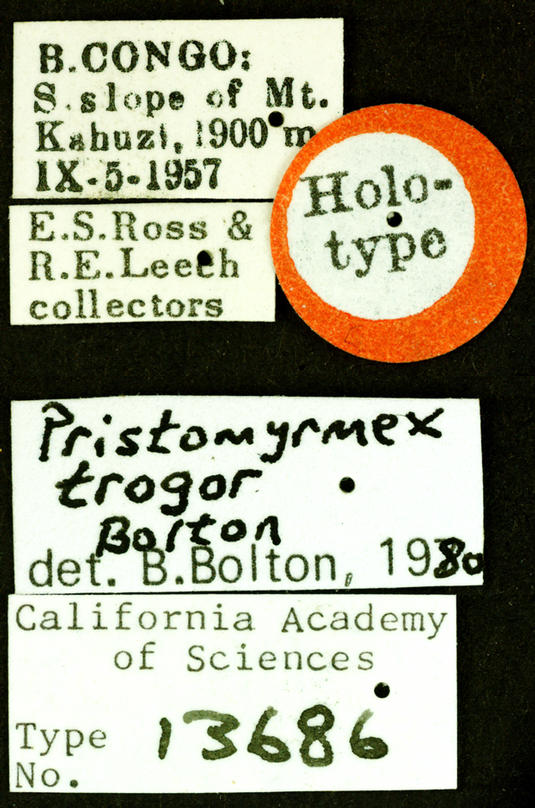
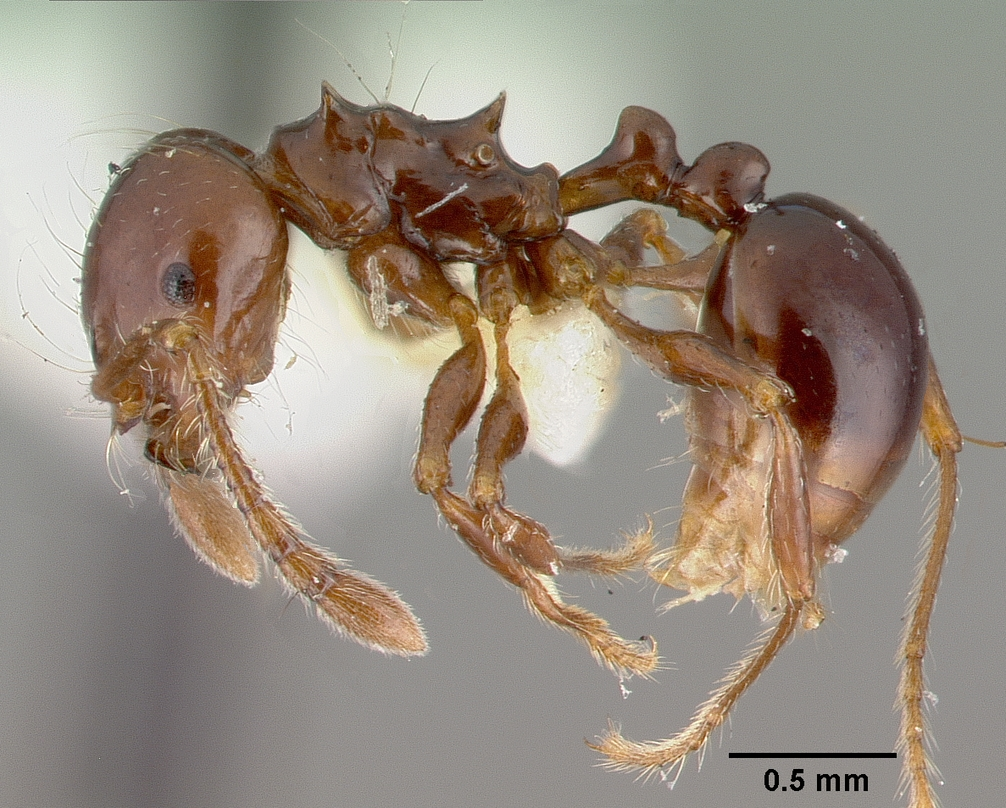